# Thomomys bottae
Thomomys bottae är en däggdjursart som först beskrevs av Joseph Fortuné Théodore Eydoux och Paul Gervais 1836.  Thomomys bottae ingår i släktet Thomomys och familjen kindpåsråttor. IUCN kategoriserar arten globalt som livskraftig. Inga underarter finns listade i Catalogue of Life. Wilson & Reeder (2005) listar över 40 underarter.
Artepitet i det vetenskapliga namnet hedrar djursamlaren Dr. Paolo Emilio Botta som överlämnade flera värdefulla fynd till naturhistoriska museet i Paris.

## Utseende
Thomomys bottae tillhör de arter inom släktet Thomomys där en struktur av överkäken (kraniets vingben, Os pterygoideum) är rak. De andra arterna med samma kännetecken är Thomomys umbrinus och Thomomys townsendii. I motsats till Thomomys umbrinus saknas en mörk längsgående strimma på ryggens topp. Arten har en eller flera vita fläckar på strupen, bröstet och/eller buken vad som skiljer den från Thomomys townsendii.
Liksom andra släktmedlemmar kännetecknas arten av ett stort huvud och av kraftiga klor. Pälsens färg är oftast anpassad till jordens färg i utbredningsområdet och några populationer kan ändra pälsfärgen vid pälsbytet. Hanar fortsätter öka sin storlek vid könsmognaden men inte honor. Beroende på population är vuxna exemplar med svans 17,7 till 26,7 cm långa och svanslängden är 4,8 till 8,5 cm. Bakfötternas längd är 2,5 till 3,6 cm. Artens tandformel är I 1/1, C 0/0, P 1/1, M 3/3, alltså 20 tänder. Vikten hos fyra exemplar varierade mellan 111 och 262 g.

## Utbredning
Denna gnagare förekommer i västra Nordamerika från södra Oregon, Colorado och västra Texas till norra Mexiko, inklusive Baja California. Habitatet varierar mellan öknar, halvöknar, buskskogar och öppna barrskogar. Arten besöker även jordbruksmark.

## Ekologi
Arten skapar underjordiska bon med hjälp av sina extremiteter och framtänder. Boet är komplext med flera gångar, förvaringsrum, latriner och sovplatser. När ingångarna inte används stängs de ofta men inte alltid med en propp av jord. Thomomys bottae gräver dessutom tunnlar tät under markytan för att nå underjordiska växtdelar. Sovplatserna fodras med gräs och hår från pälsen.
Födan utgörs av olika växtdelar som frön, rötter, jordstam, örter, kaktusar och under vintern även bark. Förrådet som en individ skapar kan väga 10 kg. Olika ämnen som arten äter samlas ovanjordisk och de transporteras till boet. Utanför parningstiden har individerna avgränsade revir. De är i genomsnitt 380 m² stora för honor medan hanar har 810 m² stora revir. Territoriet försvaras mot artfränder och även mot andra djur som Geomys bursarius och Cratogeomys castanops. Tunnelsystemet byggs intensivare ut vid fuktig mark efter regnfall.
I områden med bra tillgång till föda och med måttlig kalla vintrar kan honor para sig hela året. De flesta ungar föds där under våren och hösten. En hona har under dessa förhållanden upp till fyra kullar per år. I bergstrakter och i norra delen av utbredningsområdet sker fortplantningen under våren. Ungarna föds oftast 18 dagar efter parningen. Per kull föds vanligen 4 ungar och ibland upp till 12 ungar. Ungar som var endast några timmar gamla var i genomsnitt 8,7 cm långa, nakna och blinda. I regioner utan kalla vintrar kan en hona som föds under våren ha egna ungar under samma år. När ungarna är självständiga lämnar de honans revir.

## Bildgalleri

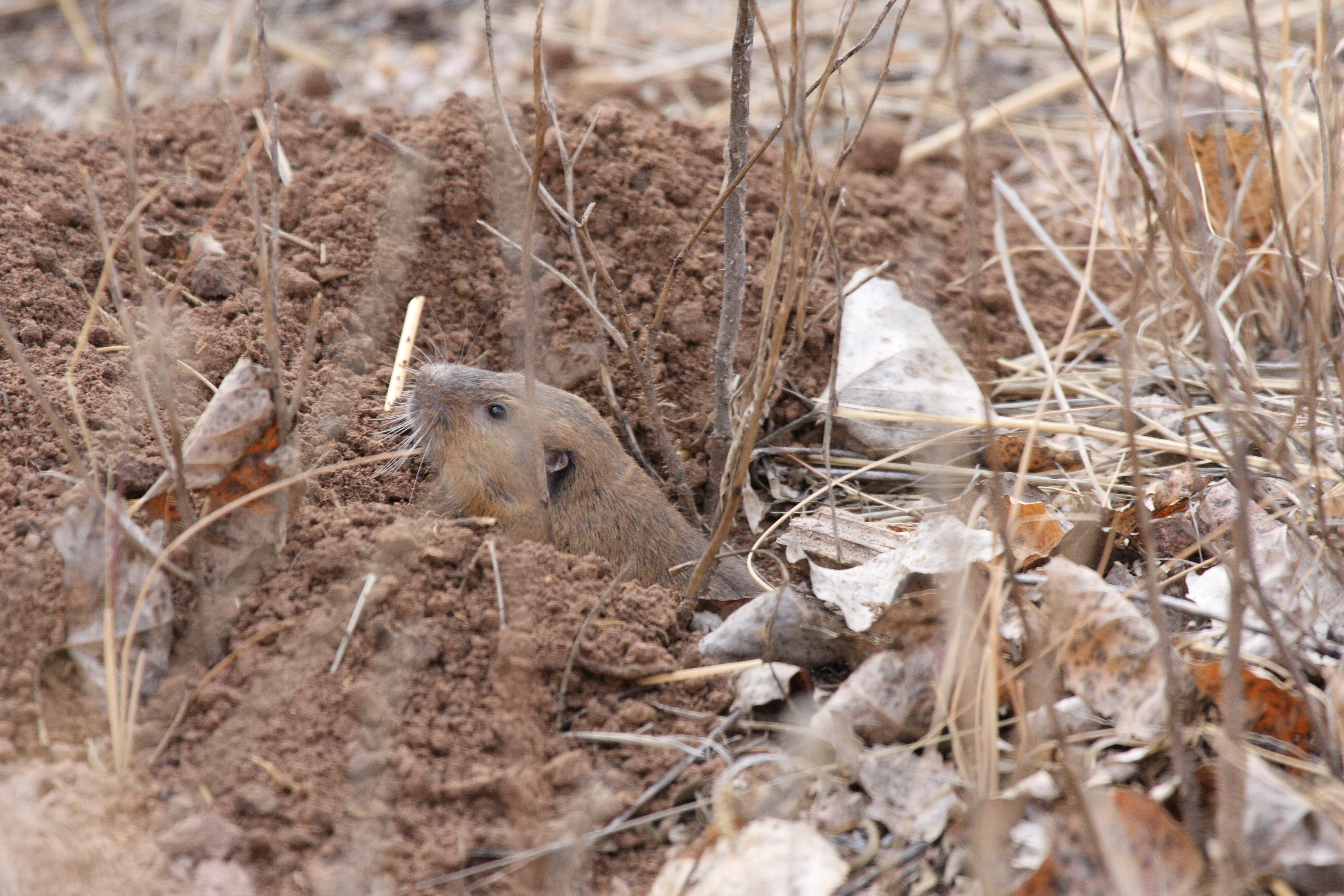
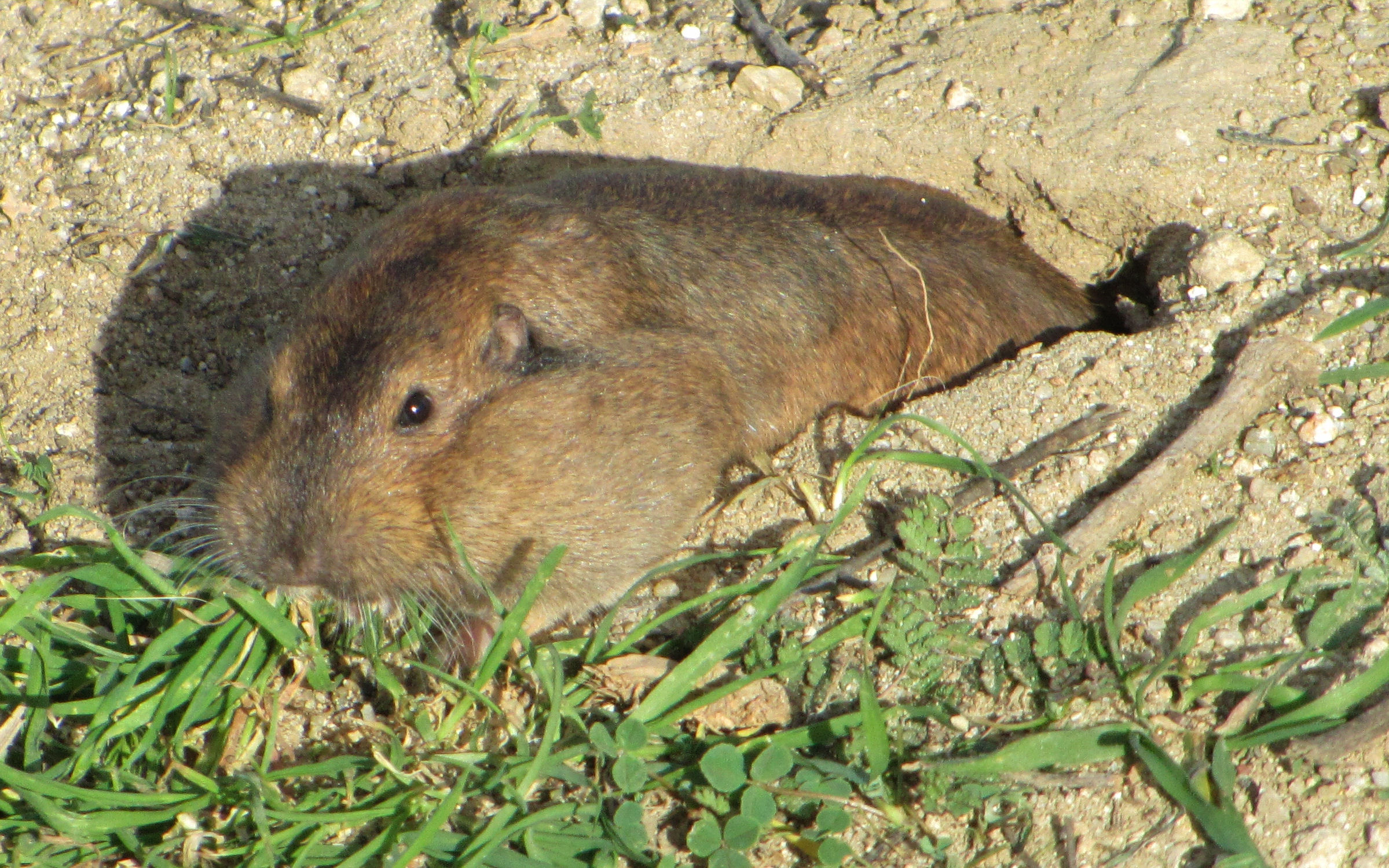
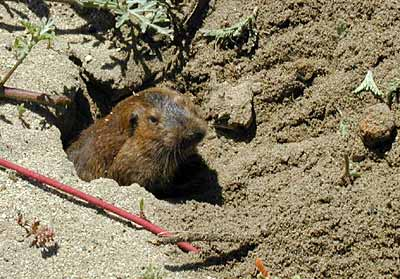
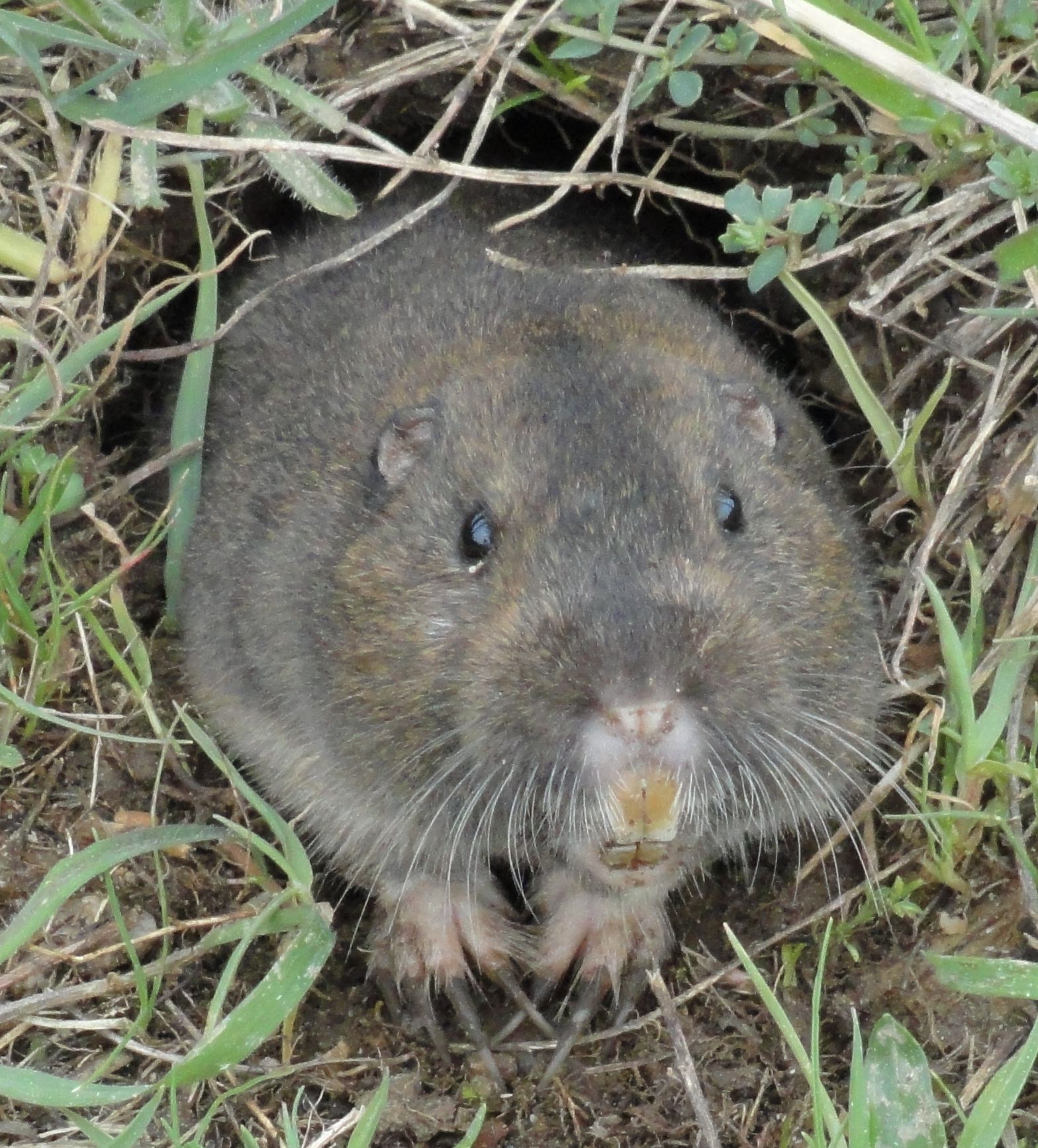
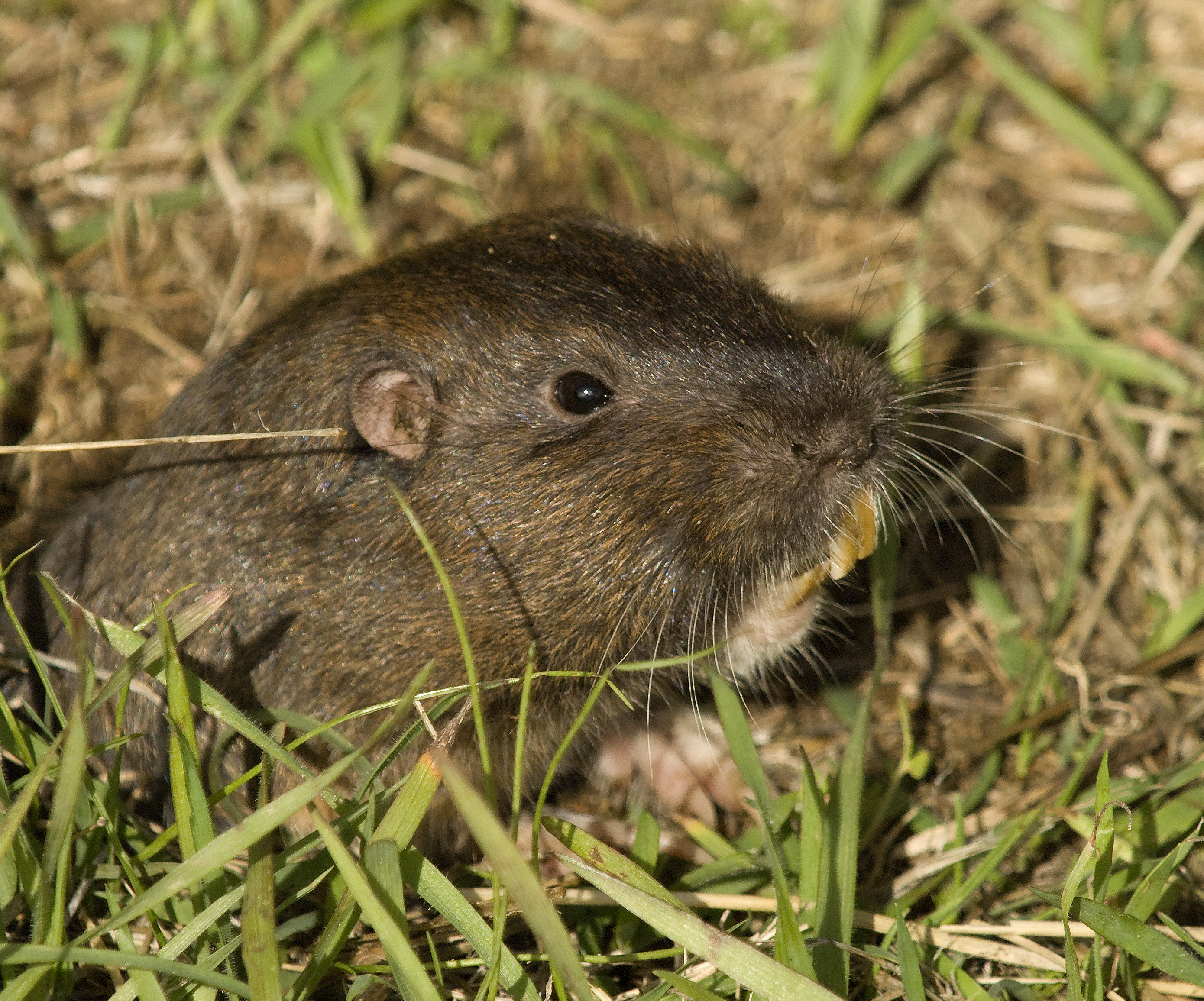